# 三保村 (静岡県)
三保村（みほむら）は、静岡県有渡郡→安倍郡にあった村である。現在は静岡市清水区の一部で三保半島の大半を占めている。

## 歴史
- 1889年4月1日 - 町村制施行に伴い、有渡郡折戸村、三保村の2村が合併し当村発足。
- 1896年4月1日 - 郡の統合により安倍郡に所属。
- 1924年2月11日 - 安倍郡清水町、入江町、不二見村と合併し市制施行して清水市となる。

## 名所・旧跡
- 三保の松原
- 御穂神社
- 国柱会最勝閣正境宝殿（1914年建立）[1]

## 出身有名人
- 遠藤藤五郎 - 藤五郎稲荷に祀られる幕末の農民
- 太田健太郎 - 幕末の御穂神社神職、赤心隊を組織
- 豚松 - 幕末の侠客